# Dias d’Ávila
Dias d’Ávila ist eine Stadt mit 66.373 Einwohnern im Bundesstaat Bahia, Brasilien. Im Jahre 2019 lebten hier schätzungsweise 81.089 Menschen.